# Nassir Abdulaziz Al-Nasser
Nassir Abdulaziz Al-Nasser (en árabe: ناصر عبد العزيز النصر, nacido el 15 de septiembre de 1952)  es un diplomático de Catar y representante permanente de Catar ante las Naciones Unidas, fue nombrado el 11 de septiembre de 1998.
Antes de su puesto en las Naciones Unidas, Al-Nasser  sirvió como embajador en Jordania desde 1993.   Trabajó para el departamento de asuntos exteriores de su país en sus inicios en noviembre de 1972. Fue Presidente del sexagésimo sexto período de sesiones de la Asamblea General de las Naciones Unidas, desde el 14 de septiembre de 2011 hasta el 18 de septiembre de 2012.

## Primeros años
Al-Nasser nació el 15 de septiembre de 1952 en Doha, Catar. Se graduó con un título en ciencias políticas y diplomáticas en 1979. Está casado con Muna Rihani, y tiene un hijo llamado Abdulaziz.

## Carrera diplomática
Fue introducido al Ministerio de Relaciones Exteriores catarí en 1971 y se convirtió en agregado en la Embajada de Catar en Beirut, Líbano, y se mantuvo en el cargo hasta 1974, cuando se convirtió en miembro de la delegación de Catar en la Organización de la Conferencia Islámica. Renunció en 1975 para convertirse en agregado de la embajada de Catar en Islamabad, Pakistán, por breve tiempo. Luego, fue consejero general de la embajada de Catar en Dubái, en los Emiratos Árabes Unidos de 1975 a 1981. Regresó a Doha y fue empleado de alto nivel del Ministerio de Relaciones Exteriores desde 1981 hasta 1985, así como vicecanciller de 1984 a 1985. Fue embajador de Catar a Jordania desde 1993 hasta 1998.

## Carrera en las Naciones Unidas
En 1986 fue nombrado ministro de la Misión Permanente de Catar ante las Naciones Unidas. Dejó el cargo en 1993 para convertirse en embajador de Jordania. El 11 de septiembre de 1998, fue nombrado embajador y representante permanente ante las Naciones Unidas por Hamad bin Jassem bin Jabr Al Thani, entonces ministro de Relaciones Exteriores. Durante su cargo en las Naciones Unidas, Al-Nasser se ha desempeñado como presidente de la delegación del Grupo de los 77, Vicepresidente de la Asamblea General en 2002 y Presidente del Consejo de Seguridad en diciembre de 2006.

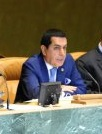
Al-Nasser presidiendo la Asamblea General de las Naciones Unidas en el Salón de la Asamblea General.

Fue nombrado Alto Representante para la Alianza de Civilizaciones de las Naciones Unidas por el Secretario General Ban Ki-moon, el 28 de septiembre de 2012.
En junio de 2011 fue elegido presidente de la Asamblea General para el 66 º período de sesiones, a partir del 13 de septiembre de 2011. Al-Nasser asumió el cargo el 13 de septiembre, dijo en su discurso inaugural que la comunidad internacional tiene la oportunidad de "definir nuestro lugar en este momento decisivo de la historia" y "demostrar que tenemos el valor, la sabiduría y la tenacidad para buscar soluciones creativas y visionarias ".
Asimismo, añadió que estaba "profundamente comprometido" a trabajar con todos los Estados miembros a "para construir puentes para lograr una alianza mundial", citando "la firme colaboración y consenso [que...] es esencial para avanzar con éxito en la agenda de la Asamblea [en ] esta sesión ".
Como es habitual para todos los Presidentes de la AGNU, Al-Nasser sugirió el tema "El papel de la mediación en la resolución de conflictos" para el debate general en la sesión inaugural de la Asamblea General. Dijo que "este tema tiene un carácter amplio y multifacético. Espero que los estados miembros puedan referirse a diferentes aspectos de este asunto a través de su propia experiencia y punto de vista. [La ONU se encuentra actualmente en un] momento crítico en la historia de las naciones."
De 2013 a 2019 fue Alto Representante de Naciones Unidas para la Alianza de Civilizaciones siendo sustituido por el diplomático español Miguel Ángel Moratinos.